# Ramnazyna
Ramnazyna – organiczny związek chemiczny z grupy flawonoli należących do grupy flawonoidów. W naturze występuje między innymi w szakłaku Rhamnus petiolaris, będącym endemitem na Sri Lance czy w melisie.

## Metabolizm
Enzym 7-O-metylotransferaza 3-metylokwercetyny używa S-adenozylometioniny i izoramnetyny by wyprodukować S-adenozylohomocysteinę i ramnazynę.
Enzym 4'-O-metylotransferaza 3,7-dimetylokwercetyny używa S-adenozylometioniny i ramnazyny by wytworzyć S-adenozylohomocysteinę i ajaninę.